# Augustus FitzRoy, 7.º Duque de Grafton
Augustus Charles Lennox FitzRoy, 7.º Duque de Grafton KG CB (Londres, 22 de junho de 1821 – Potterspury, 4 de dezembro de 1918) foi um pariato inglês e filho de Henry FitzRoy, 5.º Duque de Grafton.
Nasceu em Londres e estudou na Harrow School. De 1849 até 1892 foi cavalariço da rainha Vitória do Reino Unido. Ele serviu o exército na Grenadier Guards, chegando a patente de tenente-coronel e sendo gravimente ferido na Guerra da Crimeia. Politicamente foi Justiceiro da Paz por Northamptonshire, Suffolk e Buckinghamshire e Deputy Lieutenant por Suffolk.
Casou-se em 9 de junho de 1847 com Anna Balfour, filha do político James Balfour. O casal teve quatro filhos:
- Eleonor FitzRoy (m. 1905): casou-se com Walter Harbord, com descendência.
- Henry FitzRoy, Conde de Ulston (1848–1912): casou-se com Kate Walsh, sem descendência.
- Alfred FitzRoy, 8.º Duque de Grafton (1850–1930): casou-se com Margaret Rose Smith, com descendência, e com Susanna McTaggart-Stewart, com descendência
- Charles FitzRoy (1857–1911): casou-se com Ismay FitzRoy, com descendência.